# گروه بروندی
گروه بروندی (انگلیسی: Brondi Group) شرکت الکترونیک ایتالیایی است، که در سال ۱۹۳۵ تأسیس شد.